# Diffuse intravasale stolling
Bij diffuse intravasale stolling (DIS) wordt de bloedstolling in de vaten (intravasculair) geactiveerd. Hierbij zet trombine fibrinogeen om tot fibrine waardoor fibrine draden vormt in de bloedvaten (microtrombi). Tijdens DIS is er een versnelde vorming en afbraak van fibrine. De microtrombi worden het meest frequent gevonden in de nieren, longen, milt, bijnieren, hart, hersenen en lever. De microtrombi kunnen zowel lokaal als wijdverspreid voorkomen. Door de activatie van de bloedstolling worden de stollingsfactoren verbruikt: dit kan leiden tot een bloedingsneiging. Deze intravasculaire afzetting van fibrine is een reactie van het lichaam op een ziekte of aandoening, maar is eigenlijk onjuist en kan voor veel schade zorgen.
De meest voorkomende oorzaken van DIS zijn complicaties bij de bevalling, infecties, maligniteiten en vasculaire schade. Het gevolg van DIS kunnen bloedingen of trombotische complicaties zijn, zoals het afsterven van weefsels.
De diagnose wordt gesteld op een verhoogde D-dimeer uitslag, in combinatie met een verlaging van de bloedplaatjes en de stollingsfactoren (verlenging van de APTT en PT). De behandeling bestaat uit het wegnemen van de oorzaak. Bij bloedingen kan het nodig zijn om bloedplaatjes, vers bevroren plasma en fibrinogeen toe te dienen.